# Борут Пахор
Борут Пахор (на словенски: Borut Pahor) е словенски политик от партията Социални демократи (1990 – 2012).
Той е председател на парламента между 2000 и 2004 г., министър-председател (2008 – 2012), президент на Словения в периода 2012 – 2022 г.

## Биография

### Ранни години
Пахор е роден в Постойна, СР Словения, Югославия на 2 ноември 1963 г. Завършва политология в Люблянския университет през 1987 г.
След дипломирането си работи в словенския клон на Съюза на комунистите в Югославия и става най-младия член на неговия Централен комитет през 1989 г.

### Политическа кариера
През 90-те години Борут Пахор оглавява реформисткото крило на Съюза на комунистите, който през 1993 г. се преименува на „Социални демократи“ и е избран за лидер на партията през 1997 г. Партията влиза в коалиция с „Либерална демокрация на Словения“ (2000) и Пахор става председател на парламента. Избран е за депутат в Европейския парламент през 2004 г.
Пахор оглавява лявоцентристко правителство в коалиция с „Либерална демокрация на Словения“ и партията Зарес през 2008 г. Отказът на някои от коалиционните партньори да подкрепят мерките му за икономии довежда до предсрочни избори през 2011 г., на които партията „Социални демократи“ претърпява поражение.
Въпреки този неуспех през 2012 г. Борут Пахор се кандидатира за президент и, заемайки центристки позиции, изненадващо печели с 67% на втория тур срещу действащия президент Данило Тюрк.